# Piaggio P.VII
Il Piaggio P.VII era un motore aeronautico radiale 7 cilindri raffreddato ad aria prodotto dall'azienda italiana Rinaldo Piaggio S.p.A. negli anni trenta.
Evoluzione del francese Gnome-Rhône 7K Titan Major, del quale l'azienda di Pontedera aveva acquistato una licenza di produzione, era stato rivisto a livello progettuale dall'ingegner Renzo Spolti, il quale ne trasse una serie di versioni.

## Caratteristiche
Le camere di combustione erano realizzate in acciaio Ni-Cr, le alette erano ricavate dal blocco e le teste erano riportate, in alluminio. Le sedi delle valvole erano in bronzo.

L'asse a manovella era realizzato in due pezzi, in acciaio Ni-Cr.

I pistoni erano in lega d'alluminio fusa in conchiglia, con due fasce elastiche ed una fascia raschiaolio.
La distribuzione avveniva su due valvole (una per l'aspirazione, l'altra per lo scarico), azionate da un sistema di aste e bilancieri tramite un disco a camme concentrico all'albero motore e comandato da due coppie di ingranaggi cilindrici.
La lubrificazione sotto pressione era assicurata da due pompe a ingranaggi poste sul coperchio posteriore del motore, l'una di mandata (con valvola regolatrice) e l'altra di recupero.

Sempre sul coperchio posteriore trovavano posto due pompe per il carburante. La miscela era aspirata da una ventola comandata dal motore tramite ingranaggi cilindrici, quindi inviata ai cilindri attraverso un condotto di distribuzione sagomato per garantire l'uniforme riempimento dei cilindri stessi.
L'accensione avveniva grazie a due magneti Marelli MF 7.

## Versioni
Dati estratti da C.M.P.R. - Club Modellismo Plastico Ravenna
P.VII Z
versione sviluppata nel 1933 destinata a velivoli con capacità acrobatiche, potenza erogata 370 CV (272 kW).
P.VII C.15
versione sviluppata nel 1933 dotata di compressore tarato ad una quota di ristabilimento di 1 500 m, potenza erogata 450 CV (331 kW).
P.VII C.16
versione sviluppata nel 1934 dotata di compressore tarato ad una quota di ristabilimento di 1 600 m, potenza erogata 460 CV (338 kW)
P.VII C.35
versione sviluppata nel 1935 dotata di compressore tarato ad una quota di ristabilimento di 3 500 m, potenza erogata 460 CV (338 kW)
P.VII C.40
versione sviluppata nel 1935 dotata di compressore tarato ad una quota di ristabilimento di 4 000 m, potenza erogata 390 CV (287 kW)
P.VII C45/2v
versione sviluppata nel 1935 dotata di compressore a due velocità tarato ad una quota di ristabilimento di 4 500 m, potenza erogata 390 CV (287 kW)
P.VII RC.45
versione sviluppata nel 1935 dotata di riduttore epicicloidale interposto al mozzo dell'elica e compressore tarato ad una quota di ristabilimento di 4 500 m, potenza erogata 390 CV (287 kW)
P.VII RC.35
ultima evoluzione, versione sviluppata nel 1938 dotata di riduttore epicicloidale e compressore tarato ad una quota di ristabilimento di 3 500 m, potenza erogata 500 CV (368 kW)

## Velivoli utilizzatori
Italia
- Breda Ba.25
- Breda Ba.28
- Caproni Ca.113
- Caproni Ca.133
- Caproni Ca.148
- Caproni Ca.311
- Caproni Ca.316
- IMAM Ro.41
- Savoia-Marchetti S.71
- Savoia-Marchetti S.M.85

## Motori comparabili
Regno Unito
- Bristol Neptune